# Василькове (Феодосійський район)
Васи́лькове (до 1945 року — Аппа́к-Джанко́й, крим. Appaq Canköy) — село Феодосійського району Автономної Республіки Крим.
Орган місцевого самоврядування — Синицинська сільська рада. Населення — 415 мешканців.

## Географія
Василькове — село в східній частині району, степового Криму, на правому березі річки Чорох-Су, висота над рівнем моря — 14 м. Найближчі села — Краснівка за 3,8 км на північ, Синицине за 4,5 км на північний захід, Новопокровка за 5 км на південний захід і Владиславівка за 5,5 км на південний схід, там же найближча залізнична станція — Владиславівка (на лінії Джанкой — Феодосія). Райцентр Феодосія — приблизно за 20 км.

## Історія
Село було засноване в роки I Світової війни греками, що переселилися до Криму після турецької різанини 1914—1915 років, також є відомості, що Аппак-Джанкой заселявся біженцями з Османської імперії в кінці XIX, початку XX століття.
Вперше в доступних джерелах селище зустрічається в Статистичному довіднику Таврійської губернії. Ч. II-я. Статистичний нарис, випуск сьомий Феодосійський повіт, 1915, де під Владиславській волості Феодосійського повіту село значиться Джанкой (Аппак-Джанкой).
За Радянської влади, за постановою Кримревкома від 8 січня 1921 року була скасована волосна система і село включили до складу Старо-Кримського району. Декрет ВЦВК від 4 вересня 1924 «Про скасування деяких районів Автономної Кримської С. С. Р.» Старо-Кримський район був скасований і Джамчі увійшов в Феодосійський район. Згідно зі Списком населених пунктів Кримської АРСР за Всесоюзним переписом від 17 грудня 1926, село Аппак-Джанкой, з населенням 325 чоловік, було центром Аппак-Джанкойської сільради Феодосійського району. 15 вересня 1931 Феодосійський район скасували і вже радгосп «Джамчі» знову у складі Старо-Кримського, а з 1935 — Кіровського району.
У 1944 році, після звільнення Криму від нацистів, згідно з Постановою ДКО № 5984сс від 2 червня 1944, 27 червня кримські греки були депортовані в Пермську область і Центральну Азію.
Указом Президії Верховної Ради РРФСР від 21 серпня 1945 Аппак-Джанкой був перейменований в Василькове і Аппак-Джанкойська сільрада — у Васильківську. Указом Президії Верховної Ради УРСР «Про укрупнення сільських районів Кримської області», від 30 грудня 1962 Кіровський район був скасований і село приєднали до Нижньогірского. 1 січня 1965, указом Президії ВР УРСР «Про внесення змін до адміністративного районування УРСР — по Кримській області», знову включили до складу Кіровського. У період з 1954 по 1968 роки до Василькового приєднали село Світле